# Félszótagírás

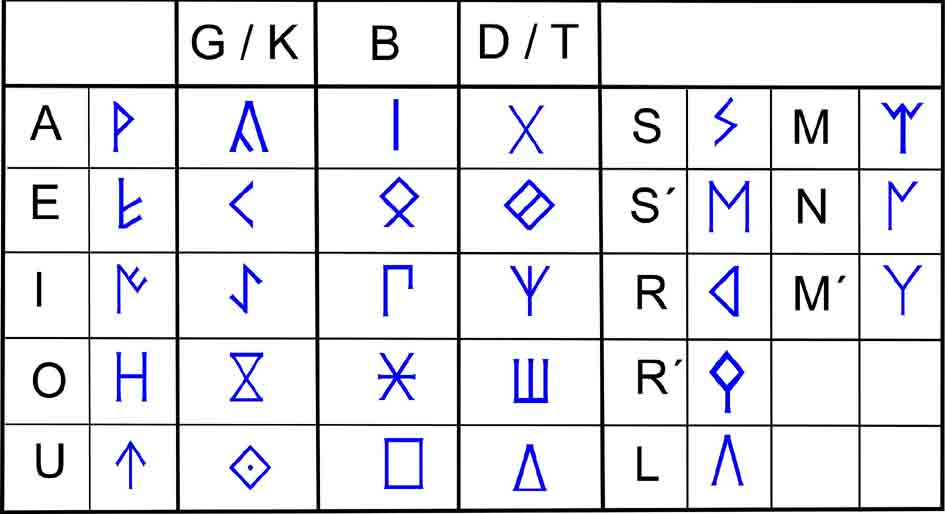
Északkeleti ibér írás

A félszótagírás olyan írásrendszer, amely részben ábécéként, részben szótagírásként viselkedik. Ennek az írástípusnak fő képviselői az ókori Spanyolország paleohispán írásai, a föníciai ábécé betűiből  szillabogramokat alakuló írásrendszerek csoportja.
Az összetévesztés miatt a kifejezést néha egy másik írásrendszerre is alkalmazzák, amelyet abugida néven ismernek, de e cikk alkalmazásában azokra az írásokra korlátozódik, amelyekben egyes karakterek alfabetikusak, mások pedig szótagokat jelölnek.

## Ibériai félszótagírások
A paleohispán félszótagírások az Ibériai-félszigeten legalább az i. e. 5. századtól - valószínűleg a 7. századtól - kialakult írások családja. Egyes kutatók szerint eredetük kizárólag a föníciai ábécére vezethető vissza, míg mások szerint a görög ábécé is szerepet játszott kialakulásukban. A paleohispán szótagírások tipológiailag igen különlegesek, ugyanis szótagokként és betűkként használható jeleik kiegészítik egymást: szótagírásként viselkednek a zárhangok, ábéceként a többi mássalhangzó és magánhangzó esetében. Az írások szótagoló részeiben minden egyes mássalhangzójel más-más mássalhangzó- és magánhangzó-kombinációt jelölt, így a ga írásjele nem mutatott hasonlóságot a ge-vel. A déli változat nem különböztette meg a zöngés és zöngétlen hangokat ezekben a szótagokban, így a ga /ga/ szótagjele a /ka/ szótagot is jelentette, de az északkeleti ibériai írás egyik változata, amely a régészeti kutatások szerint a legrégebbi, megkülönböztette a hangképzést a szóvégi mássalhangzókban azáltal, hogy az alveoláris (/d/~/t/) és a veláris (/g/~/k/) betűjelekhez egy vonást tettek hozzá.
A tatesszoszi vagy délnyugati írás sajátos tulajdonságokkal rendelkezett: bár a mássalhangzó végződésének írására használt betűt a következő magánhangzó határozta meg, a következő magánhangzót is leírták. Egyes tudósok a tatesszoszi írást félszótagírásként, mások többjelenésű ábéceként kezelik. Az etruszk és a korai latin ábécé esetén valami hasonló történt a C, K és Q-betűkkel, a K-t az [a] előtt, a Q-t az [o] és az [u] előtt, a C-t pedig máshol, a /k/ és a /g/ hang esetében használták.
- Tartesszoszi vagy délnyugati írás – tartesszoszi vagy délnyugati nyelv
- Délkeleti ibériai írás – ibériai nyelv
- Északkeleti ibériai írás – ibériai nyelv
- keltibér írás – keltibér nyelv

## Egyéb félszótagírások
A paleohispán írások mellett más írásrendszerek is léteznek, amelyek ötvözik az ábécé és a szótagírás tulajdonságait. Ezek egyike a bopomofo (vagy zhuyin), egy fonetikus írás, amelyet a kínai nyelv bizonyos változatainak átírására találtak ki. A bopomofo több rendszert is tartalmaz, például a mandarin kínai nyelvhez a pinjin átírást, a tajvani hokkien és a hakka nyelvhez a tajvani fonetikus szimbólumokat, valamint a vu kínai nyelvhez a szucsoui jeleket. A bopomofo nem mássalhangzókra és magánhangzókra, hanem kezdőbetűkre és szólamokra oszlik. A kezdeti mássalhangzók és a „középhangok” alfabetikusak, de a mag és a zárhang szótagírás. Vagyis a [kan] szótagot, k-an-nak, a [kwan]-t pedig k-u-an-nak írják; a magánhangzót nem írják külön a szavak végén lévő mássalhangzótól. A Pahav Hmong írás némileg hasonló, de a szólamot a kezdőbetű előtt írják; minden szólamhoz két betű tartozik, attól függően, hogy melyik hangzást jelölő mellékjelet használják; és az /āu/ szótagot és a /k/ kezdőbetűt nem jelölik, kivéve ha egyértelműen jelezni kell.
Az óperzsa ékírás valamennyire hasonlított a tatesszai íráshoz, abban a tekintetben, hogy egyes mássalhangzó betűk csak egy adott magánhangzóhoz tartoztak, mások részben összevontak, és voltak egyszerű mássalhangzók, de minden magánhangzót leírtak, függetlenül attól, hogy kiejtették azokat vagy sem.
A hettita ékírás hasonlít az óperzsára, ez úgy értelmezhető, hogy a hettita ékírás is már kezdett alfabetikus irássá fejlődni.
A modern időkben kifejlesztett bamum írás alapvetően szilabikus (CV rendszerű), de nem rendelkezik elegendő írásjellel a nyelv összes szótagjának leírásához. Ezeket a CV és a V jelek kombinálásával írják, így ezek gyakorlatilag alfabetikusak.
A japán kana szótagírás időnként félszótagírásként működik, például olyan szótagok írásakor, amelyek nem léteznek a hivatalos jelkészletben, mint a トゥ, tu, vagy a ヴァ, va. Ilyen esetekben az első karakter mássalhangzóként, a második pedig magánhangzóként működik.

## Fordítás
Ez a szócikk részben vagy egészben  a   Semi-syllabary című angol Wikipédia-szócikk ezen változatának fordításán alapul.  Az eredeti cikk szerkesztőit annak laptörténete sorolja fel. Ez a jelzés csupán a megfogalmazás eredetét és a szerzői jogokat jelzi, nem szolgál a cikkben szereplő információk forrásmegjelöléseként.